# Gathered Around the Oaken Table
Gathered Around the Oaken Table är det svenska viking metalbandet Mithotyns tredje studioalbum, utgivet 1999 genom skivbolaget Invasion Records. Detta var Mithotyns sista album innan bandet splittrades och medlemmarna Stefan Weinerhall och Karsten Larsson bildade bandet Falconer.

## Låtlista
1. "Lord of Ironhand" – 5:10
2. "Watchmen of the Wild" – 5:16
3. "In the Clash of Arms" – 6:39
4. "Hearts of Stone" – 4:55
5. "The Well of Mimir" – 4:38
6. "Chariot of Power" – 5:55
7. "Nocturnal Riders" – 3:06
8. "The Guardian" – 4:40
9. "Imprisoned" – 4:33
10. "Guided by History" – 6:32
11. "The Old Rover" – 3:45

## Medverkande
Musiker (Mithotyn-medlemmar)
- Stefan Weinerhall – gitarr, bakgrundssång
- Karl Beckmann – gitarr, keyboard, sång, bakgrundssång
- Rickard Martinsson – basgitarr, sång, bakgrundssång
- Karsten Larsson – trummor, bakgrundssång

Bidragande musiker
- Grat Johan – akustisk gitarr (spår 8)

Produktion
- Berno Paulsson – ljudtekniker, ljudmix
- Samir Donnas – ljudtekniker
- Staffan Olofsson – mastering
- Eric Philippe – omslagskonst
- Åsa Lindholm – foto
- Ronny Karlsson – foto